# Złoty menhir
Złoty menhir (fr. Le Menhir d’or) – komiks o przygodach Gala Asteriksa autorstwa René Goscinnego (scenariusz) i Alberta Uderzo (rysunki).
Historia po raz pierwszy wydana była w 1967 r. jako książka z płytą. Po raz kolejny wydano ją w 2020 roku, udostępniając ją jednocześnie w formie audiobooka.
Polskie tłumaczenie (autorstwa Marka Puszczewicza) również wydano w 2020 r.

## Fabuła
Kakofoniks planuje wystąpić na konkursie bardów galijskich. Asteriks, przewidując reakcję komisji konkursowej i publiczności na występ barda, decyduje się mu towarzyszyć, by w razie potrzeby go chronić. Obeliks także przyłącza się do przyjaciela i trójka Galów udaje się do Lasu Karnuckiego, gdzie odbędzie się konkurs, a jego zwycięzca otrzyma nagrodę - Złoty Menhir.